# Bavayia campestris
Bavayia campestris — вид геконоподібних ящірок родини диплодактилідів (Diplodactylidae). Ендемік Нової Каледонії. Описаний у 2022 році.

## Поширення і екологія
Bavayia campestris відомі за кількома зразками, зібраними в регіоні Плен-де-Лак на крайньому півдні Нової Каледонії, в комунах Яте і Ле-Мон-Дор. Вони живуть в тропічних і склерофітних лісах та в прибережних чагарникових заростях. Ведуть нічний спосіб життя, живляться переважно комахами.